# Bahnbetriebswerk Parchim

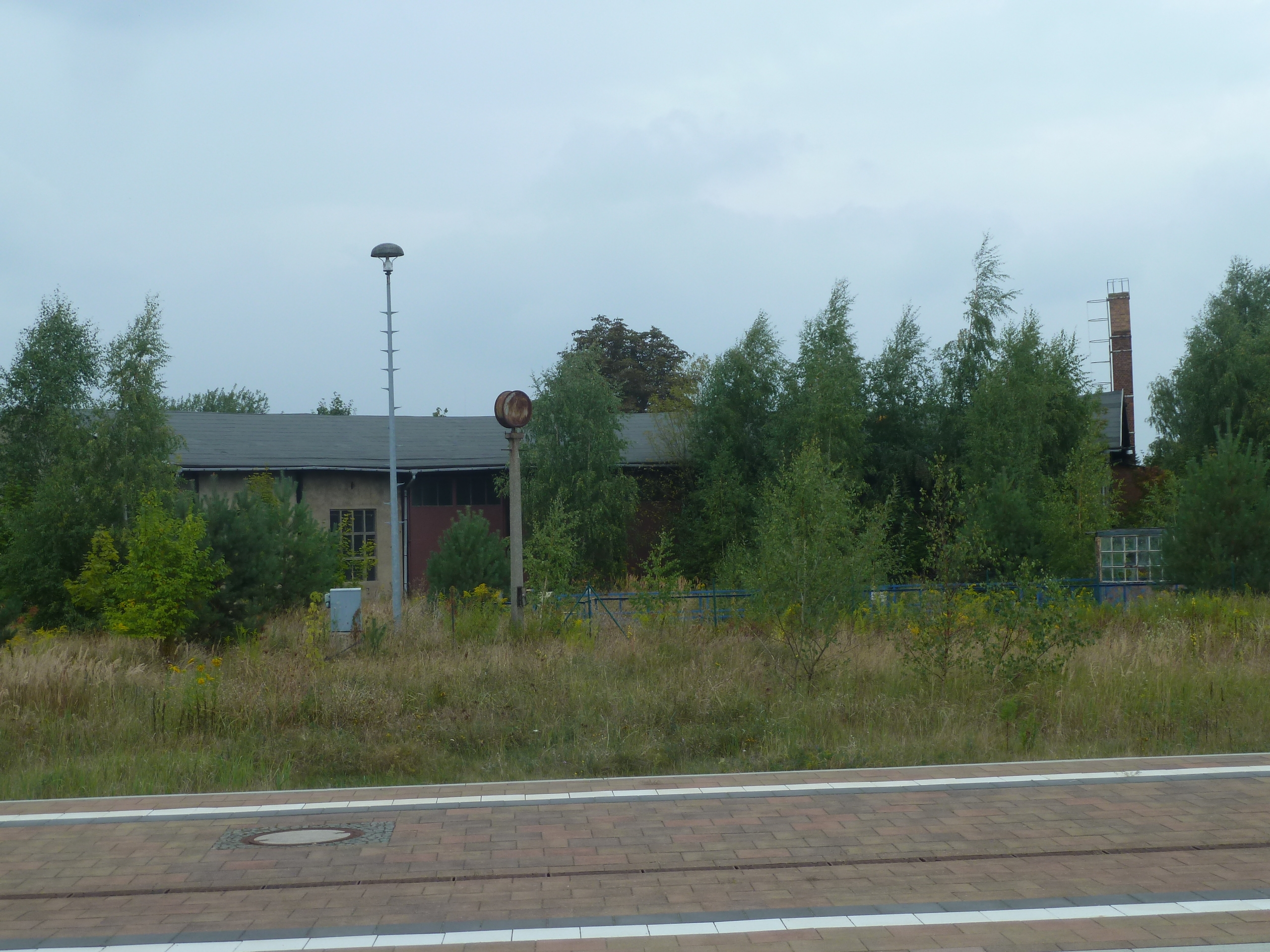
Blick auf den Rundlokschuppen des ehemaligen Bw Parchim (2013)

Das Bahnbetriebswerk Parchim (kurz Bw Parchim) wurde zusammen mit der Inbetriebnahme der Bahnstrecke Ludwigslust–Parchim im Jahre 1880 eröffnet und diente fortan der Wartung, Reparatur und Bereithaltung von Dampf- und später Diesellokomotiven, die in Parchim beheimatet waren oder dort Zugleistungen erbrachten.
Aus Rationalisierungsgründen verlor das Bw Parchim 1967 seine Eigenständigkeit und wurde als Einsatzstelle (kurz Est) dem Bw Wittenberge unterstellt. In den 1980er Jahren erfolgte die Umwandlung in eine Triebfahrzeugeinsatzstelle mit Unterhaltung (kurz TEU) und die Weitergabe an das Bw Schwerin (1998 geschlossen).

## Geschichte

Unmaßstäbliches Gleisbild des Bw Parchim (1939)

Zunächst standen nur Behandlungsanlagen für Lokomotiven sowie eine Schmiede und eine Schlosserei zur Verfügung. In den 1880er Jahren wurde das Bw mit zusätzlichen Anlagen für die Lokomotivreparatur ausgestattet. Um die Jahrhundertwende war das Bw an seiner Kapazitätsgrenze angelangt und musste in den Folgejahren vollständig umgebaut werden. In diesem Zuge erfolgte der Bau eines achtgleisigen Ringlokschuppens mit Drehscheibe, Bekohlungsanlagen sowie Werkstatt-, Lager- und Verwaltungsgebäude. Nach 1945 wurde nochmals eine Erweiterung vorgenommen. So entstanden auf dem Gelände unter anderem Gebäude für die Wagenreparatur.

## Lokomotivbestand
Anfangs waren nur B-Tenderlokomotiven der Gattung XIII und C-Tenderlokomotiven der Gattung XVII in Parchim stationiert. Mit Eröffnung der Mecklenburgischen Südbahn kamen weitere C-Tenderlokomotiven hinzu.
Nach der Jahrhundertwende erfolgte nach und nach der Austausch der alten Lokomotiven durch neue Lokomotiven der Gattungen T3, T4, G3, G4 und G5. Ende der 1920er Jahre waren überwiegend Lokomotiven der Baureihe 5516–22 und 9119 in Parchim beheimatet. Zu Beginn der 1930er Jahre kamen noch zehn DR-Einheitslokomotiven der Baureihe 86 hinzu. Nur kurz waren ab 1943 Kriegslokomotiven der Baureihe 52 im Bw stationiert. Am 10. April 1946 umfasste der Bestand folgende Lokomotiven:
- Baureihe 50: 1 Stück
- Baureihe 52: 3 Stück
- Baureihe 55: 1 Stück
- Baureihe 562–8: 3 Stück
- Baureihe 5710–35: 1 Stück
- Baureihe 64: 1 Stück
- Baureihe 86: 5 Stück
- Baureihe 9119: 3 Stück

Ende der 1940er Jahre führte die Deutsche Reichsbahn eine Typenbereinigung durch und konzentrierte die Baureihe 5710–35 in Parchim. Des Weiteren gehörten Lokomotiven der Baureihen 9119 und 935–12 zum Bestand. Ende der 1950er Jahre wurde die Baureihe 9119 schließlich ausgesondert und die Baureihe 50 (Altbau) neu aufgenommen. Später kamen sogenannte Reko-Loks der Baureihe 5035 und anschließend Neubauloks Baureihe 5040 hinzu. Die letztgenannte Baureihe war mit bis zu zehn Lokomotiven vertreten und wurde zwischen 1974 und 1980 ausgemustert.
Ende der 1960er Jahre setzte der Traktionswandel ein und Diesellokomotiven der Baureihen 101, 106, 110 und 118 (ab 1986 auch die Baureihe 119) kamen nach Parchim.
Kurzzeitig waren auch ölbefeuerte Lokomotiven der Baureihe 5050 in Parchim vertreten. Nach dem Ausscheiden der Baureihe 5050 Anfang der 1980er Jahre kamen die Reko-Loks 5035 zurück. Diese waren bis zum Fahrplanwechsel 1987/88 im Plandienst eingesetzt.